# Renzow

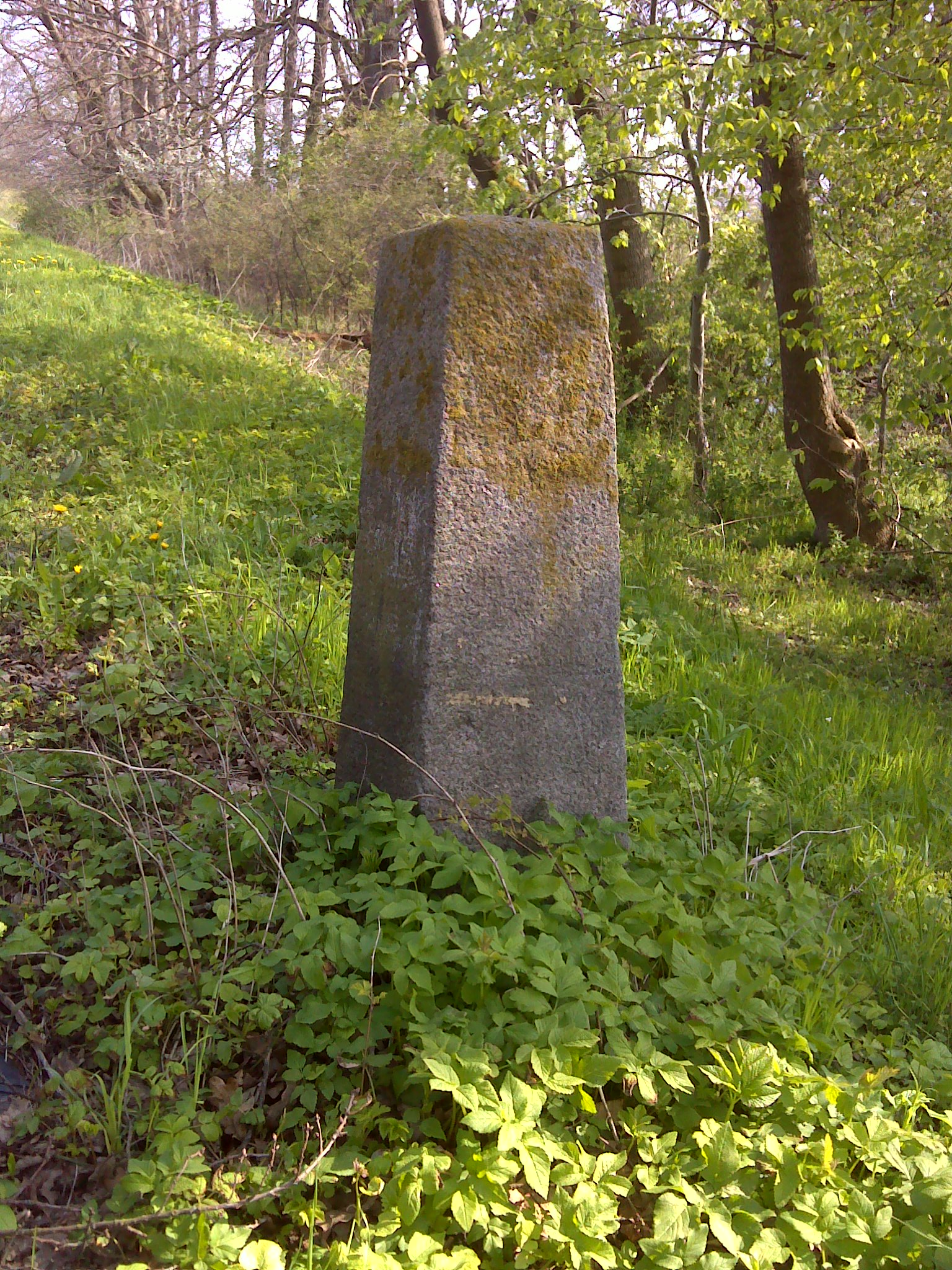
Mecklenburg-Schweriner Ganzmeilenstein südwestlich von Renzow an der L 05 nach Boddin

Renzow ist ein Ortsteil der Gemeinde Schildetal im Südwesten des Landkreises Nordwestmecklenburg in Mecklenburg-Vorpommern (Deutschland).
In der bis zum 6. Juni 2009 selbständigen Gemeinde Renzow lebten 450 Einwohner (31. Dezember 2007) auf 9,22 km². Letzter ehrenamtlicher Bürgermeister Renzows war Matthias Wiegand.

## Geografie
Renzow liegt etwa 18 Kilometer westlich der Landeshauptstadt Schwerin am Oberlauf des Flüsschens Schilde. Die leicht hügelige Umgebung (bis 70 m ü. NN) wird von Feldern, Wiesen und kleinen Wäldern bestimmt.

## Geschichte
1230 wurde der Ort als Ranzowe erstmals im Ratzeburger Zehntregister als zum Kirchspiel Pokrent gehörend genannt.
Das Gut befand sich im Besitz der ritterschaftlichen Familien von Zülow, von Bülow und von Blücher, die es während des Dreißigjährigen Krieges verloren (ein späterer Nachfahre dieser Linie war der preußische Feldmarschall Gebhard Leberecht von Blücher). Im Jahre 1708 pachtete der Kaufmann Jacob Kaspar Müller das Amt Gammelin und kaufte 1714 das Rittergut Groß Renzow. Er erhielt vom Schweriner Herzog Karl Leopold für 1.000 Thaler und 500 Dukaten die Erlaubnis zum Errichten von Glashütten, die er an verschiedenen Orten in Mecklenburg gründete, so in Kloddram und Dümmerhütte.  Das hier hergestellte begehrte Waldglas wurde über Hamburg und Danzig verkauft. Die Familie von Müller legte neben dem ursprünglich barocken Bauensemble der großen Gutsanlage um 1770 den noch heute erhaltenen Gutspark nach französischem Vorbild an. Sie besaß Groß und Klein Renzow von 1716 bis 1773. Von 1830 bis 1891 war Renzow im Besitz der Familie von Behr. 
Anfang 1892 erwarb der Hamburger Kaufmann Arthur Booth die Güter Groß und Klein Renzow. Die Güter wurden in den 1930er Jahren zu einem Gut zusammengelegt. Die Familie Booth bewirtschaftete diese bis zur Enteignung 1945. Nachdem der letzte Besitzer Harry John Booth im Januar 1945 gefallen war, übernahm seine Frau Gerda die Bewirtschaftung des Gutes bis zum April 1945. Seit 1945 war das Gutshaus mit Flüchtlingen belegt. Nach 1945 wurde Renzow im Zuge der Bodenreform aufgesiedelt. Die Flächen wurden im Zuge der Zwangskollektivierung in eine LPG eingebracht. Zum Ende der DDR-Zeit wirtschaftete die LPG „Frohe Zukunft“ in Renzow. Seit der Wiedervereinigung ist die Familie Booth wieder landwirtschaftlich in Renzow tätig. Seit 1990 führte Klaus J. Booth in Renzow den landwirtschaftlichen Betrieb, den er im Jahre 2004 an seinen Sohn John Booth übergab.
Im Jahre 2005 wurde der letzte erhaltene Flügel des großen Herrenhauses abgerissen.
An jedem ersten September-Wochenende findet in Renzow ein Fahrturnier statt, an dem Pferdesportler aus mehreren Bundesländern teilnehmen.
Kirchlich gehört Renzow zur Dorfkirche Pokrent.

### Eingemeindung
Am 7. Juni 2009 wurden die Gemeinden Badow und Renzow zur neuen Gemeinde Badow-Renzow zusammengefügt. Der Name wurde noch im gleichen Jahr in Schildetal geändert.

## Verkehrsanbindung
Die Stadt Gadebusch ist etwa acht Kilometer entfernt, die Kleinstadt Wittenburg mit Anschluss an die A 24 von Hamburg nach Berlin etwa 13 Kilometer. Der nächste Bahnhof befindet sich in der nahen Gemeinde Lützow.